# Антипов, Иван Александрович
Ива́н Алекса́ндрович Анти́пов (14 января 1996, Уральск, Казахстан) — казахстанский футболист, полузащитник клуба «Акжайык».

## Карьера
Воспитанник уральского футбола. Карьеру начинал в 2013 году в составе клуба «Акжайык».
В начале 2019 года перешёл в «Жетысу».
Летом 2019 года подписал контракт с клубом «Атырау». Дебютный мяч забил 10 августа в ворота «Кайсара», но кызылординцы выиграли со счётом 3:1.

## Достижения
«Акжайык»
- Победитель первой лиги: 2015

«Атырау»
- Финалист Кубка Казахстана: 2019

## Клубная статистика
| Игровая карьера | Игровая карьера | Игровая карьера | Лига | Лига | Кубок | Кубок | Межд. | Межд. | Др. | Др. |
| --------------- | --------------- | --------------- | ---- | ---- | ----- | ----- | ----- | ----- | --- | --- |
| 2020            | Акжайык         | Б               | 7    | 0    | —     | —     | —     | —     | —   | —   |
| 2021            | Акжайык         | А               | 21   | 2    | 4     | 1     | —     | —     | —   | —   |
| 2022            | Акжайык         | А               | 8    | 0    | —     | —     | —     | —     | —   | —   |
| 2022/23         | Пересвет        | В               | 10   | 1    | 1     | 0     | —     | —     | —   | —   |
| 2023            | Иле-Саулет      | В               | 2    | 0    | —     | —     | —     | —     | —   | —   |
| 2023            | Туркестан       | Б               | 16   | 0    | —     | —     | —     | —     | —   | —   |
| 2024            | Акжайык         | Б               | —    | —    | 1     | 0     | —     | —     | —   | —   |